# Гавловский, Веслав
Веслав Станислав Гавловский (пол. Wiesław Stanisław Gawłowski; 19 мая 1950, Томашув-Мазовецки — 14 ноября 2000) — польский волейболист, чемпион Игр XXI Олимпиады, чемпион мира 1974 года.

## Биография
Веслав Гавловский родился 19 мая 1950 года в Томашувe-Мазовецком, начинал играть в волейбол в местной «Лехии». В 1969 году поступил в Варшавскую академию физической культуры. Во время учёбы подготовил магистерскую диссертацию, посвящённую анализу игры польской сборной на чемпионате мира 1970 года.
В 1973 году, после окончания академии, Гавловский стал игроком команды «Пломень-Миловице» (Сосновец), с которой дважды выигрывал чемпионаты страны, а в 1978 году завоевал Кубок европейских чемпионов.
За сборную Польши в период с 1969 по 1980 год провёл 366 матчей, что является третьим результатом в истории, участвовал на трёх Олимпийских турнирах, в 1977—1980 годах был капитаном «бело-красных». В национальной команде за Гавловским закрепилось прозвище Маленький (рост спортсмена — 180 см).
Чемпион Олимпиады в Монреале, чемпион мира 1974 года, трёхкратный серебряный призёр чемпионатов Европы Веслав Гавловский являлся универсальным игроком: в клубах обычно был нападающим, в этом же амплуа выступал на чемпионате мира-1974 в Мексике, а в 1976-м после исключения из сборной Станислава Госьциняка сыграл на олимпийском турнире в Монреале в качестве связующего.
Заслуженный мастер спорта Польши. В 1979 году был признан лучшим волейболистом страны по результатам опроса газеты Przegląd Sportowy.
После московской Олимпиады уехал в Италию, играл за «Вьянелло» Пескара (1980/81—1984/85) и «Пинето» (1985/86, с 1986 по 1990 год — играющий тренер).
Веслав Гавловский погиб в окрестностях города Бялобжеги 14 ноября 2000 года — его автомобиль столкнулся с трактором.

## Результаты выступлений
- Олимпийские игры: 1972 — 9-е место (участвовал в 6 матчах), 1976 — чемпион (6 матчей), 1980 — 4-е место (6 матчей).
- Чемпионаты мира: 1970 — 5-е место, 1974 — чемпион, 1978 — 8-е место.
- Чемпионаты Европы: 1971 — 6-е место, 1975, 1977 и 1979 — серебряный призёр.
- Кубок мира: 1969 — 8-е место, 1977 — 4-е место.
- Чемпион Польши (1976/77, 1978/79), серебряный (1969/70, 1974/75, 1975/76) и бронзовый (1968/69, 1971/72, 1973/74) призёр чемпионатов Польши.
- Обладатель Кубка европейских чемпионов (1977/78), бронзовый призёр (1978/79).